# Schöllkopf-Oxazolsynthese
Die Schöllkopf-Oxazolsynthese, auch Schöllkopf-Reaktion genannt, ist eine Namensreaktion in der organischen Chemie. Die Reaktion ist nach dem deutschen Chemiker Ulrich Schöllkopf (1927–1998) benannt, der erstmals über die Reaktion berichtete.

## Übersichtsreaktion
Die Schöllkopf-Oxazolsynthese ist eine Kondensationsreaktion, bei der ein Isocyanid unter Einfluss einer Base mit einem Acylierungsmittel zu einem 4,5-disubstituierten Oxazol reagiert.
Bei der verwendeten Base kann es sich beispielsweise um n-Butyllithium (n-BuLi), Kalium-tert-butanolat oder Natriumhydrid handeln.

## Reaktionsmechanismus
Nachfolgend wird ein möglicher Reaktionsmechanismus für die Schöllkopf-Oxazolsynthese dargestellt. Als Base dient n-BuLi und als Acylierungsmittel ein Carbonsäurechlorid.
Im ersten Schritt wird das Isocyanid 1 in α-Stellung durch die Base deprotoniert. Im nächsten Schritt kommt es zur nucleophilen Addition des so entstandenen, mesomeriestabilisierten Caranions 2 an den Carbonylkohlenstoff des  Carbonsäurechlorids 3. Das so entstandene Anion 4 cyclisiert daraufhin und bildet unter Eliminierung der Chloridgruppe das Oxazol 5.

## Anwendung
Die Schöllkopf-Oxazolsynthese wird als Teilreaktion für die Synthese von Aminoestern und Aminoketonen verwendet.